# Renzo Rinaldo Bossi
Renzo Rinaldo Bossi (Como, 9 aprile 1883 – Milano, 2 aprile 1965) è stato un compositore italiano.
Figlio del compositore e organista Marco Enrico Bossi, ha studiato al Conservatorio di Lipsia, anche direzione d'orchestra con Arthur Nikisch. 
Nel 1913 fu nominato professore di composizione al Conservatorio di Parma "Arrigo Boito" e nel 1916 ottenne analogo incarico al Conservatorio di Milano "Giuseppe Verdi", dove ebbe tra gli altri allievi Laszló Spezzaferri, Alberto Soresina, C. Vidusso, Bruno Bettinelli e Gino Marinuzzi.
Ha composto anche numerose musiche da camera, da cui un Quintetto per strumenti ad arco e tre Canti per violoncello con accompagnamento orchestrale. Per il teatro ha prodotto le opere L'usignolo, Passa la ronda, La notte del Mille e Volpino el Calderaio, che ha vinto il concorso lirico nazionale nel 1942. Ha pubblicato un gran numero di canzoni e musica per pianoforte.

## Opere
- op. 15 Concerto per violino
- op. 16 Laude in quattro tempi concatenati (Klaviertrio)
- op. 20 "Ronde Vorbei!" / Passa la ronda (Opera)
- op. 21 Bianco e Nero (opera orchestrale)
- op. 23b Otto Canzoni (opera orchestrale)
- op. 23 bis Canzone arcaica (Duo)
- op. 28 Streichquartett A-Dur
- op. 28b Dittico (opera orchestrale)
- op. 42 Tre pezzi [Drei Stücke] (Duo)

## Fonte
- Catalogo delle opere:
- Lavoro scenico
- Concerto per Violino ed Orchestra - Op. XV. Riduzione per Violino e Pianoforte, dell`Autore. BOSSI, R.: Casa Musicale (o. VN), Roma, 1905